# Беїле-Говора
Беїле-Говора (рум. Băile Govora) — місто у повіті Вилча в Румунії. Адміністративно місту підпорядковані такі села (дані про населення за 2002 рік):
- Гетежешть (381 особа)
- Куретуріле (91 особа)
- Пражила (2396 осіб)

Місто розташоване на відстані 167 км на північний захід від Бухареста, 15 км на захід від Римніку-Вилчі, 88 км на північ від Крайови, 128 км на південний захід від Брашова.

## Населення
За даними перепису населення 2002 року у місті проживали 2868 осіб.
Національний склад населення міста:
| Національність | Кількість осіб | Відсоток |
| -------------- | -------------- | -------- |
| румуни         | 2838           | 99,0%    |
| цигани         | 21             | 0,7%     |
| угорці         | 5              | 0,2%     |
| німці          | 3              | 0,1%     |
| серби          | 1              | < 0,1%   |

Рідною мовою назвали:
| Мова      | Кількість осіб | Відсоток |
| --------- | -------------- | -------- |
| румунська | 2845           | 99,2%    |
| циганська | 16             | 0,6%     |
| угорська  | 4              | 0,1%     |
| німецька  | 2              | 0,1%     |
| сербська  | 1              | < 0,1%   |

Склад населення міста за віросповіданням:
| Релігія        | Кількість осіб | Відсоток |
| -------------- | -------------- | -------- |
| православні    | 2856           | 99,6%    |
| греко-католики | 5              | 0,2%     |
| римо-католики  | 4              | 0,1%     |
| баптисти       | 1              | < 0,1%   |
| адвентисти     | 1              | < 0,1%   |

## Зовнішні посилання
- Дані про місто Беїле-Говора на сайті Ghidul Primăriilor